# ویراتپ پومفان
ویراتپ پومفان (تایلندی: วีระเทพ ป้อมพันธุ์؛ زادهٔ ۱۹ سپتامبر ۱۹۹۶) بازیکن فوتبال اهل تایلند است.
از باشگاه‌هایی که در آن بازی کرده‌است می‌توان به باشگاه فوتبال موانگتونگ یونایتد اشاره کرد.
وی همچنین در تیم‌های ملی فوتبال زیر ۲۳ سال تایلند و تایلند بازی کرده‌است.